# Прескотт, Меган
Ме́ган Эли́забет Пре́скотт (англ. Megan Elizabeth Prescott; 4 июня 1991, Саутгейт, Лондон, Англия, Великобритания) — английская актриса. Сестра-близнец актрисы Кэтрин Прескотт, которой она младше на 6 минут. Наиболее известна по роли Кэти Фитч в телесериале «Молокососы».
В 2010 и 2011 году заняла соответственно 68 и 87 места в списке  Hot 100  журнала AfterEllen. Несколько лет активно занимается бодибилдингом.

## Биография
Прескотт родилась в Палмерс-Грин (Лондон) на шесть минут позже своей сестры-близнеца Кэтрин Прескотт, которая также является актрисой. У нее есть младший брат.
Меган изучала телевизионное производство по специальности режиссура в университете. До профессиональной актерской карьеры Прескотт и ее сестра посещали занятия по актерскому мастерству, где  встретили будущую коллегу Лили Лавлесс.
В прямом эфире MySpace Прескотт заявила, что играет на барабанах. В музыке Меган предпочитает Синди Лопер, Weezer и Ким Карнс.

## Карьера
В 2008 году Прескотт дебютировала в одном эпизоде мыльной оперы BBC Doctors ("Dare, Double Dare, Truth") вместе со своей сестрой-близнецом Кэтрин.
В 2009 году она появилась в роли Кэти Фитч в третьем сезоне телесериала «Молокососы». 
Прескотт была включена в список AfterEllen Hot 100 за 2010 год, заняв 68-е место среди самых сексуальных женщин. Она снова появилась в списке в 2011 году, заняв на этот раз 87-е место.
В 2013 году Меган сыграла роль Джейд Подфер в британской драме "Холби-Сити" и в фильме ужасов "Ярлыки в ад: том 1", а также в художественном фильме "Sleeping Rough".
С 2016 года Прескотт занимается бодибилдингом. В преддверии участия в финале UKBFF Bikini Fitness finals она появилась на реалити-шоу Body Fixers.

## Фильмография
| Год       |     | Русское название                | Оригинальное название       | Роль               |
| --------- | --- | ------------------------------- | --------------------------- | ------------------ |
| 2008      | с   | Доктора                         | Doctors                     | Шарлотта Уилкокс   |
| 2009—2010 | с   | Молокососы                      | Skins                       | Кэтрин «Кэти» Фитч |
| 2012      | с   | Безмолвный свидетель            | Silent Witness              | Джемма Макэтир     |
| 2013      | ф   | Короткая дорога в ад: Часть 1   | Shortcuts to Hell: Volume 1 | одержимая девушка  |
| 2013      | с   | Холби Сити                      | Holby City                  | Джейд Подфер       |
| 2014      | кор | Обернись при первой возможности | Turn Around When Possible   | девушка            |